# Owen Park

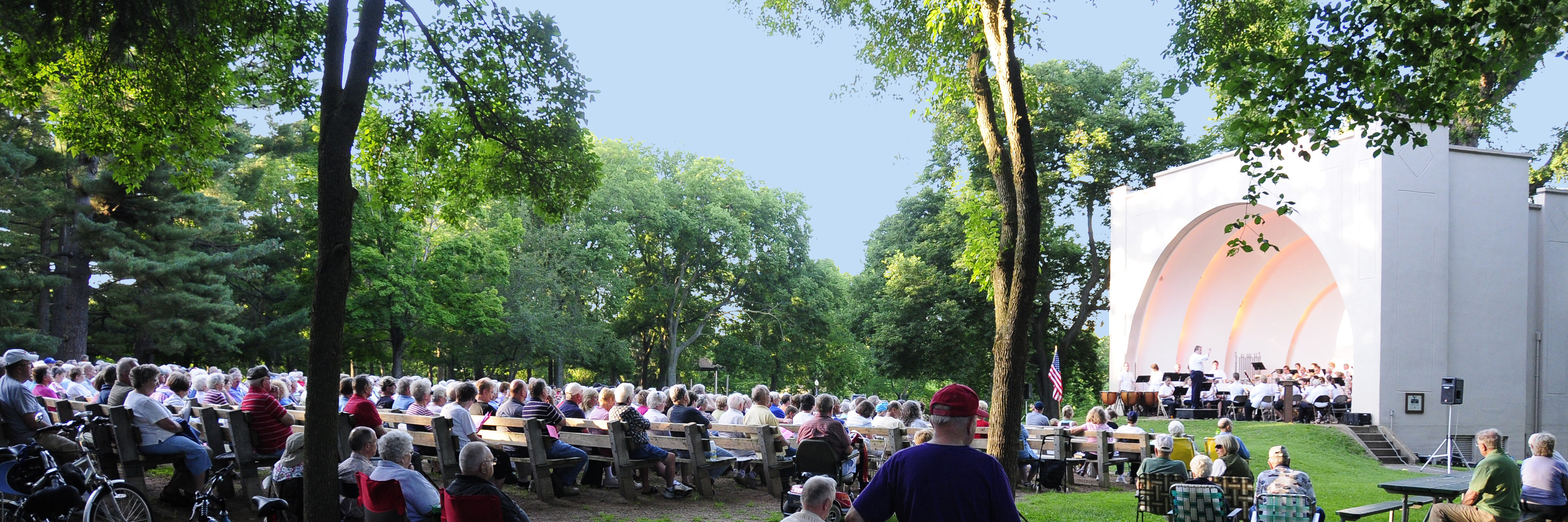
Audiencia de la Banda Municipal Eau Claire

Owen Park es una parcela de 11 acres de terreno con numerosos árboles, bancos y señalización histórica que se extiende a lo largo de la orilla oeste del río Chippewa de la calle Lake a la calle Water. Junto a la Universidad de Wisconsin-Eau Claire en un extremo y una cuadra de distancia del centro de Eau Claire, Wisconsin, por el otro, el parque ofrece un sendero para bicicletas, juegos infantiles, canchas de tenis iluminadas, gazebos, mesas de pícnic y baños. La pieza central de Owen Park es el Sarge Boyd Bandshell, una estructura que aparece en el Registro Nacional de Lugares Históricos que fue construido para mostrar el orgullo musical de la ciudad, la Banda Municipal de Eau Claire. Con capacidad para aproximadamente 1450 personas que se proporciona. Estas instalaciones, junto con una política de no-alcohol, hacen Owen Park un lugar de reunión favorito de la gente de todas las edades, especialmente durante los meses de verano, cuando la Banda Municipal presenta su serie de conciertos de verano.

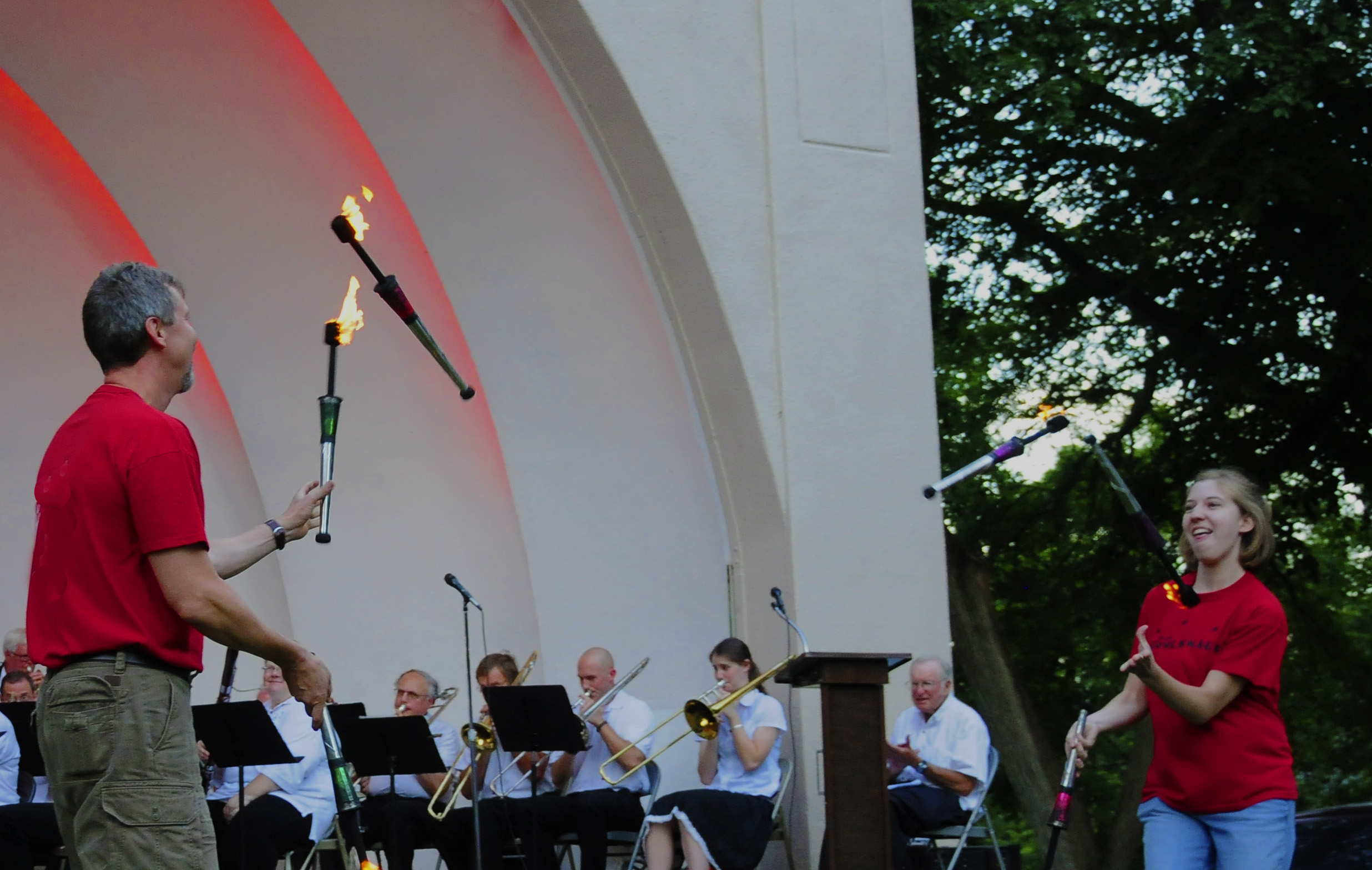
Dúo Jim Jeffries y Claire (padre e hija) malabares con la música de la Banda Municipal de Eau Claire.
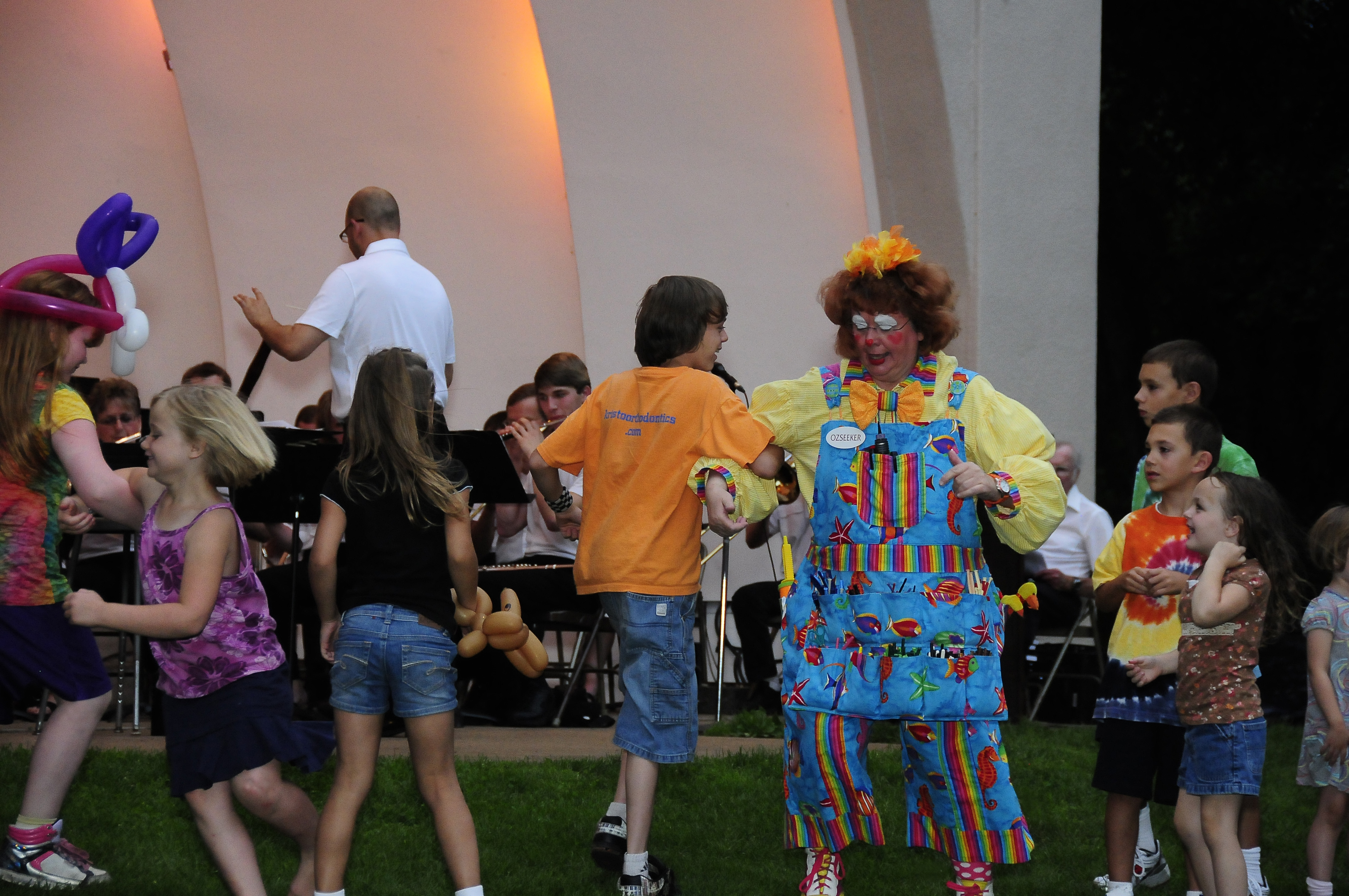
Ozseeker la Payasa haciendo el "Chicken Dance" con algunos de los miembros de la audiencia más joven.
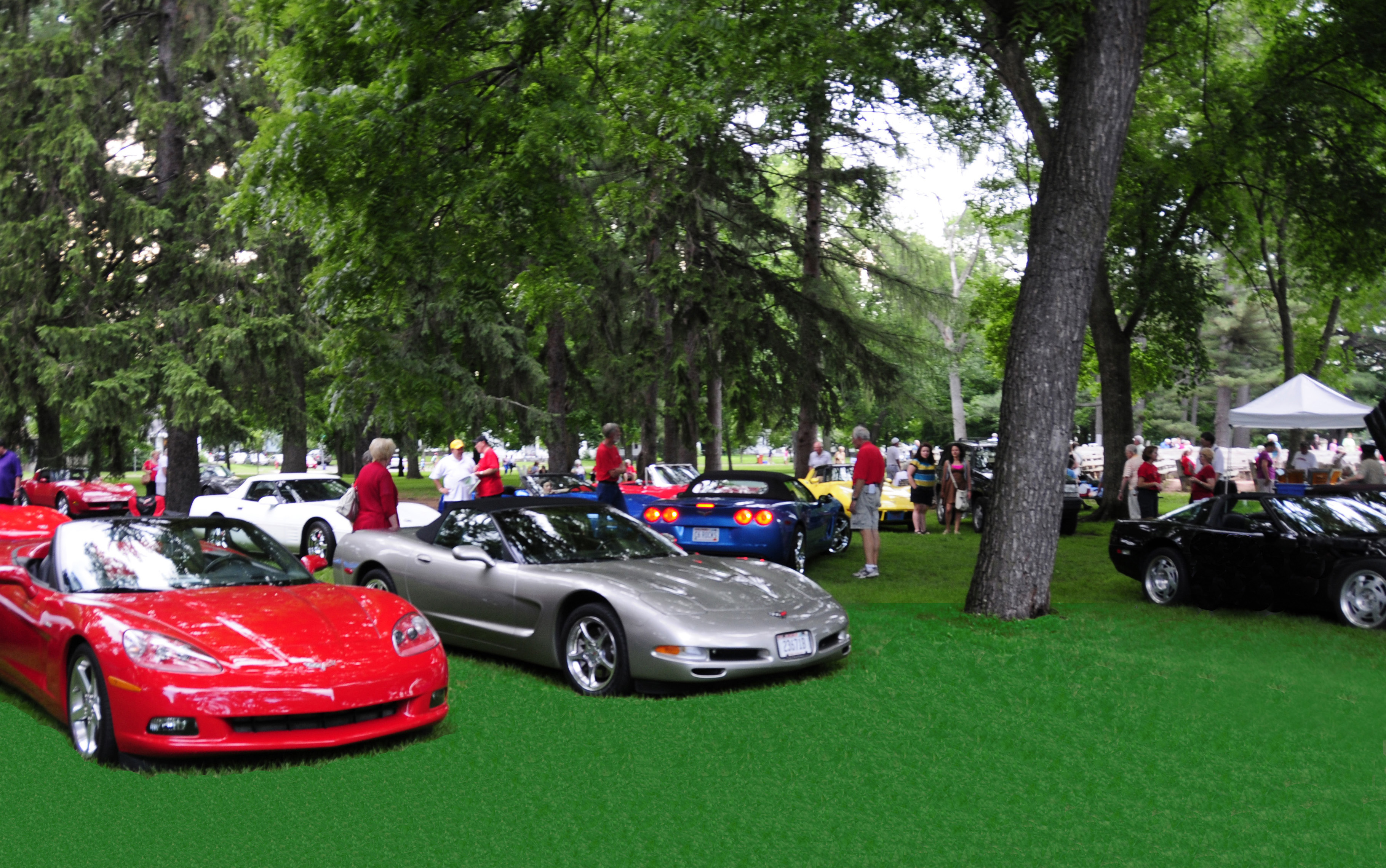
Un Show Corvette llevado a cabo cada junio.
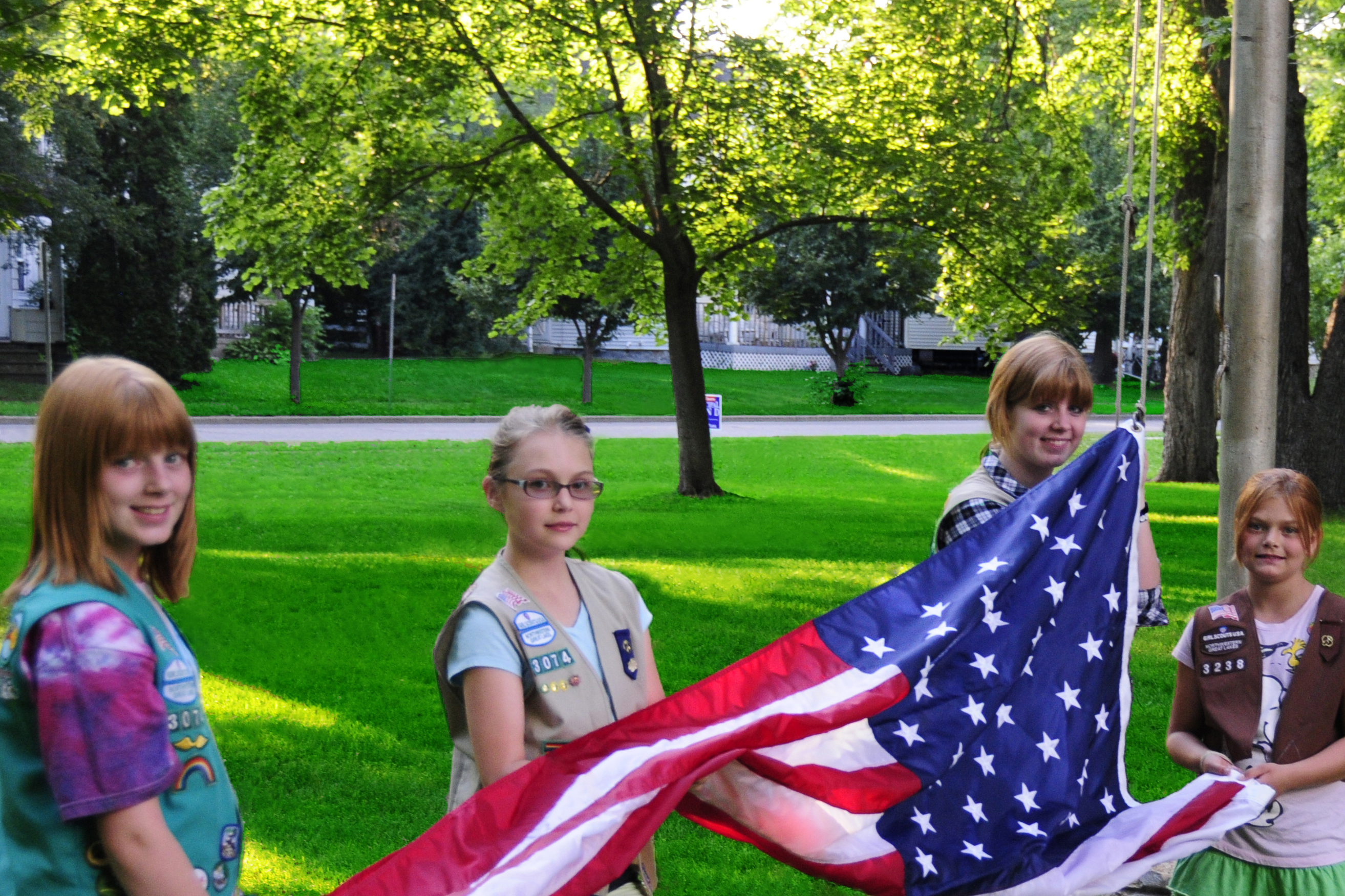
Niñas Scouts izando la enseña.

- Datos: Q5487776